# Kidsweek
Kidsweek is een Nederlandse weekkrant voor kinderen van 7 t/m 12 jaar. Elke week staat in Kidsweek het laatste nieuws uit Nederland en de rest van de wereld. Ook worden boeken, films en games besproken. Er is een speciale pagina met dierennieuws en een pagina met raar nieuws. Verder staan in elke krant strips, puzzels en moppen. 
Tien keer per jaar wordt Kidsweek uitgebreid met een burgerschaps-katern van Samsam. Daarin staan onderwerpen zoals democratie, duurzaamheid en digitaal samenleven centraal.

## Geschiedenis
De krant verscheen voor het eerst op 18 april 2003. Kidsweek is in 2003 bedacht en gestart door Roland Pelle. Pelle was directeur/uitgever tot en met oktober 2009. In 2010 werd uitgeverij Young & Connected, uitgever van de toenmalige Kidsweek Junior en jongerenkrant 7Days, overgenomen door Sijthoff Media. Per 15 mei 2017 is Henrike van Gelder hoofdredacteur van Kidsweek. Kidsweek wordt sinds 1 december 2022 uitgegeven door DPG Media.

## Kidsweek in de Klas
Bij Kidsweek is een lesprogramma ontwikkeld: Kidsweek in de Klas. In deze methode worden de kerndoelen begrijpend lezen, wereldoriëntatie en burgerschap behandeld aan de hand van actuele teksten uit de krant.
Voor docenten is er ook een Start van de Dag-pagina. Daarmee kunnen leraren de schooldag starten met actueel nieuws en interactieve elementen zoals een poll of (nieuws)quiz.